# Eastern Europe Cup w biegach narciarskich 2011/2012
Eastern Europe Cup w biegach narciarskich 2011/2012 – kolejna edycja tego cyklu zawodów, zaliczana do Pucharu Kontynentalnego.

## Kobiety

### Kalendarz i wyniki
| Lp  | Data                                      | Miejscowość                               | Dystans                                   | 1. miejsce         | 2. miejsce             | 3. miejsce             |
| --- | ----------------------------------------- | ----------------------------------------- | ----------------------------------------- | ------------------ | ---------------------- | ---------------------- |
| 1.  | 20 listopada 2011                         | Wierszyna Tioi                            | 5 km s. klasycznym                        | Olga Roczewa       | Jewgienija Szapowałowa | Julija Tichonowa       |
| 2.  | 21 listopada 2011                         | Wierszyna Tioi                            | Sprint s. klasycznym                      | Jelena Sobolewa    | Jewgienija Szapowałowa | Daria Godowaniczenko   |
| 3.  | 23 listopada 2011                         | Wierszyna Tioi                            | Sprint s. dowolnym                        | Jelena Sobolewa    | Jewgienija Szapowałowa | Jewgienija Oszepkowa   |
| 4.  | 24 listopada 2011                         | Wierszyna Tioi                            | 10 km s. dowolnym                         | Łarisa Szajdurowa  | Olga Roczewa           | Olga Michajłowa        |
| 5.  | 23 grudnia 2011                           | Krasnogorsk                               | Sprint s. dowolnym                        | Jelena Sobolewa    | Oksana Usatowa         | Daria Godowaniczenko   |
| 6.  | 24 grudnia 2011                           | Krasnogorsk                               | Sprint s. klasycznym                      | Natalja Matwiejewa | Natalja Korostielowa   | Jelena Sobolewa        |
| 7.  | 26 grudnia 2011                           | Krasnogorsk                               | 10 km s. dowolnym                         | Olga Michajłowa    | Walentina Nowikowa     | Natalja Ziatikowa      |
| 8.  | 27 grudnia 2011                           | Krasnogorsk                               | 10 km s. klasycznym                       | Olga Roczewa       | Swietłana Boczkariewa  | Wiktoria Mielina       |
| 9.  | 20 stycznia 2012                          | Charków                                   | 10 km s. klasycznym                       | Odwołany           | Odwołany               | Odwołany               |
| 10. | 21 stycznia 2012                          | Charków                                   | Sprint s. klasycznym                      | Odwołany           | Odwołany               | Odwołany               |
| 11. | 22 stycznia 2012                          | Charków                                   | Sprint s. dowolnym                        | Odwołany           | Odwołany               | Odwołany               |
|     | Eastern Europe Cup – klasyfikacja końcowa | Eastern Europe Cup – klasyfikacja końcowa | Eastern Europe Cup – klasyfikacja końcowa | Jelena Sobolewa    | Olga Roczewa           | Jewgienija Szapowałowa |

### Klasyfikacja
| Lp. | Zawodnik               | Punkty |
| --- | ---------------------- | ------ |
| 1.  | Jelena Sobolewa        | 471    |
| 2.  | Olga Roczewa           | 349    |
| 3.  | Jewgienija Szapowałowa | 335    |
| 4.  | Olga Michajłowa        | 279    |
| 5.  | Oksana Usatowa         | 256    |
| 6.  | Jewgienija Oszczepkowa | 206    |
| 7.  | Julija Tichonowa       | 186    |
| 8.  | Daria Godowaniczenko   | 183    |
| 9.  | Wiktoria Mielina       | 158    |
| 10. | Jekatierina Woroncowa  | 148    |

## Mężczyźni

### Kalendarz i wyniki
| Lp  | Data                                      | Miejscowość                               | Dystans                                   | 1. miejsce             | 2. miejsce          | 3. miejsce         |
| --- | ----------------------------------------- | ----------------------------------------- | ----------------------------------------- | ---------------------- | ------------------- | ------------------ |
| 1.  | 20 listopada 2011                         | Wierszyna Tioi                            | 10 km s. klasycznym                       | Raul Szakirzianow      | Stanisław Wołżencew | Siergiej Szyriajew |
| 2.  | 21 listopada 2011                         | Wierszyna Tioi                            | Sprint s. klasycznym                      | Gleb Rietiwych         | Siergiej Ustiugow   | Radik Gazijew      |
| 3.  | 23 listopada 2011                         | Wierszyna Tioi                            | Sprint s. dowolnym                        | Gleb Rietiwych         | Siergiej Ustiugow   | Radik Gazijew      |
| 4.  | 24 listopada 2011                         | Wierszyna Tioi                            | 15 km s. dowolnym                         | Siergiej Szyriajew     | Artiom Norin        | Aleksander Utkin   |
| 5.  | 23 grudnia 2011                           | Krasnogorsk                               | Sprint s. dowolnym                        | Gleb Rietiwych         | Stanisław Bogdanow  | Andriej Parfionow  |
| 6.  | 24 grudnia 2011                           | Krasnogorsk                               | Sprint s. klasycznym                      | Nikita Kriukow         | Aleksandr Panżynski | Igor Usaczew       |
| 7.  | 26 grudnia 2011                           | Krasnogorsk                               | 15 km s. dowolnym                         | Aleksandr Utkin        | Stanisław Wołżencew | Siergiej Szyriajew |
| 8.  | 27 grudnia 2011                           | Krasnogorsk                               | 15 km s. klasycznym                       | Konstantin Gławatskich | Stanisław Wołżencew | Aleksandr Utkin    |
| 9.  | 20 stycznia 2012                          | Charków                                   | 10 km s. klasycznym                       | Odwołany               | Odwołany            | Odwołany           |
| 10. | 21 stycznia 2012                          | Charków                                   | Sprint s. klasycznym                      | Odwołany               | Odwołany            | Odwołany           |
| 11. | 22 stycznia 2012                          | Charków                                   | Sprint s. dowolnym                        | Odwołany               | Odwołany            | Odwołany           |
|     | Eastern Europe Cup – klasyfikacja końcowa | Eastern Europe Cup – klasyfikacja końcowa | Eastern Europe Cup – klasyfikacja końcowa | Gleb Rietiwych         | Stanisław Wołżencew | Siergiej Szyriajew |

### Klasyfikacja
| Lp. | Zawodnik               | Punkty |
| --- | ---------------------- | ------ |
| 1.  | Gleb Rietiwych         | 340    |
| 2.  | Stanisław Wołżencew    | 314    |
| 3.  | Siergiej Szyriajew     | 260    |
| 4.  | Aleksandr Utkin        | 256    |
| 5.  | Konstantin Gławatskich | 215    |
| 6.  | Raul Szakirzianow      | 207    |
| 7.  | Siergiej Ustiugow      | 197    |
| 8.  | Jewgienij Diemientjew  | 182    |
| 9.  | Igor Usaczew           | 172    |
| 10. | Radik Gaziew           | 154    |